# Kartal
Kartal là một huyện thuộc tỉnh İstanbul, Thổ Nhĩ Kỳ. Huyện có diện tích 34 km² và dân số thời điểm năm 2007 là 541209 người, mật độ 15918 người/km².